# Chromadorita pharetra
Chromadorita pharetra är en rundmaskart som beskrevs av Ott 1972. Chromadorita pharetra ingår i släktet Chromadorita och familjen Chromadoridae. Inga underarter finns listade i Catalogue of Life.